# Cruzadas bálticas
Las cruzadas bálticas fueron cruzadas emprendidas durante la Edad Media por los reyes católicos de Suecia y Dinamarca y las órdenes Teutónica y Livonia contra los pueblos paganos de la Europa nororiental y la cuenca del mar Báltico. A partir del siglo XIX, la historiografía romántica englobaría también en el término las campañas de suecos y daneses contra los cristianos orientales.
Las campañas más notables fueron las cruzadas livonias y prusianas. Algunas de estas guerras fueron llamadas cruzadas durante la Edad Media, pero otras, incluyendo la mayoría de la Primera cruzada sueca, fueron llamadas cruzadas por primera vez por los historiadores del nacionalismo romántico del siglo XIX. Sin embargo, las cruzadas contra los estonios, así como contra otros paganos en esas regiones, fueron autorizadas por el Papa Alejandro III en la bula Non parum animus noster, en 1171 o 1172.

## Antecedentes
El punto de partida oficial de las cruzadas bálticas fue el llamamiento del papa Celestino III en 1193, pero los reinos ya cristianos del Sacro Imperio y Escandinavia habían comenzado a subyugar a sus vecinos paganos. Los pueblos no cristianos que fueron objeto de las campañas:
- Sorabos y rugios de Rügen, Pomerania y Mecklemburgo (en 1147, por los daneses, más adelante también por sajones y polacos),
- Finlandeses en 1154 (Finlandia Propia; disputada), 1249? (Tavastia Propia) y 1293 (Karelia) por los suecos,
- Estonios, curonios, livonios y letones por los alemanes y daneses en 1193-1227,
- Lituanos por los alemanes en 1316,
- Prusianos,
- Abroditas, abotritas u obotritas (entre el Elba y el Óder).

Los conflictos armados entre los finlandeses del Báltico, los pueblos bálticos y eslavos que habitaban en las orillas del mar Báltico y sus vecinos sajones y daneses habían sido corrientes durante varios siglos antes de las cruzadas. Las batallas anteriores habían sido causadas, en gran parte, por los intentos de destruir los castillos y las rutas marítimas comerciales y obtener una ventaja económica en la región. Las cruzadas siguieron básicamente este patrón de conflicto, aunque ahora inspiradas por el Papa y realizadas por los caballeros y las órdenes militares.
Las cruzadas bálticas proporcionaron una oportunidad para el crecimiento y la expansión de la Orden Teutónica de caballeros alemanes, inspirada en los caballeros templarios que participaron en las cruzadas a Tierra Santa. La orden teutona ejerció un gran control político sobre grandes territorios en la región báltica.

## Cruzada sorabia o de los wendos
Fue una campaña militar llevada a cabo en 1147, contemporánea a la Segunda Cruzada, dirigida contra los eslavos polabios (sorabos o wendos), que ocupaban una zona en lo que hoy es el este de Alemania y el occidente de Polonia.
A comienzos del siglo XII, los arzobispados alemanes de Bremen y Magdeburgo buscaban la conversión de los vecinos eslavos paganos al cristianismo occidental a través de medios pacíficos. Sin embargo, durante la preparación de la Segunda Cruzada a Tierra Santa, se publicó una bula papal que apoyaba una cruzada contra los eslavos. El ejército cristiano estaba compuesto principalmente por sajones y daneses.

## Cruzadas suecas
Las cruzadas suecas fueron campañas emprendidas por los suecos contra los finlandeses, tavastianos y carelios desde 1150 hasta 1293.

## Cruzada danesas
Los daneses realizaron al menos tres cruzadas a Finlandia. La primera mención de aquellas cruzadas se remonta a 1187, cuando el cruzado Esbern Snare mencionó durante su discurso de Navidad la victoria sobre el pueblo finlandés. Las otras dos cruzadas se realizaron en 1191 y 1202. Esta última fue liderada por el obispo de Lund, Anders Sunesen, junto a su hermano.

## Cruzadas livonias
En el siglo XII, los pueblos que habitan las tierras ahora conocidas como Estonia, Letonia y Lituania formaban una cuña pagana entre los cada vez más poderosos Estados cristianos rivales: los ortodoxos, al este, y los católicos, al oeste. Durante un período de más de 150 años que precedió a la llegada de los cruzados alemanes en la región, Estonia fue atacada trece veces por los principados rusos, así como por Dinamarca y Suecia. Hubo intentos pacíficos por parte de algunos católicos para convertir a los estonios, a partir de las misiones enviadas por Adalberto, arzobispo de Bremen, entre 1045 y 1072.
Tras los pasos de los comerciantes alemanes que estaban siguiendo las rutas comerciales de la época de los vikingos, un monje llamado Meinhard desembarcó en la desembocadura del río Daugava (Dvina Occidental) en 1180 y fue consagrado obispo en 1186. Para consolidar esta posición, el papa Celestino III proclamó una cruzada contra los paganos del Báltico en 1195, que fue reiterada por el papa Inocencio III. Una expedición cruzada dirigida por el sucesor de Meinhard, el obispo Berthold de Hanover, desembarcó en Livonia (parte de la actual Letonia, que rodea el golfo de Riga) en 1198. Aunque los cruzados ganaron la primera batalla, el obispo Berthold fue herido de muerte y los cruzados fueron rechazados.

### Campaña contra los livonios (1198-1212)
Siguiendo la estela de los mercaderes alemanes que seguían las antiguas rutas comerciales de los vikingos, un monje llamado Meinhard desembarcó en la desembocadura del río Daugava en la actual Letonia en 1180 y fue nombrado obispo en 1186. El papa Celestino III proclamó una cruzada contra los paganos del Báltico en 1195, que fue reiterada por el papa Inocencio III y una expedición cruzada dirigida por el sucesor de Meinhard, el obispo Berthold de Hannover, desembarcó en Livonia (parte de la actual Letonia, rodeando el golfo de Riga) en 1198. Aunque los cruzados ganaron su primera batalla, el obispo Berthold fue herido de muerte y los cruzados fueron rechazados.
En 1199, Alberto de Buxhoeveden fue nombrado por el arzobispo Hartwig II de Bremen para cristianizar los países bálticos. Cuando Alberto murió, 30 años más tarde, la conquista y cristianización formal de la actual Estonia y el norte de Letonia había concluido. Alberto comenzó su tarea recorriendo el Imperio, predicando una cruzada contra los países bálticos, y para ello contó con la ayuda de una bula papal que declaraba que luchar contra los paganos bálticos era del mismo rango que participar en una cruzada a Tierra Santa. Aunque desembarcó en la desembocadura del Daugava en 1200 con sólo 23 barcos y 500 soldados, los esfuerzos del obispo aseguraron un flujo constante de reclutas. Los primeros cruzados solían llegar para luchar durante la primavera y regresaban a sus hogares en otoño. Para garantizar una presencia militar permanente, en 1202 se fundaron los Hermanos Livonios de la Espada. La fundación por el obispo Alberto del mercado de Riga en 1201 atrajo a ciudadanos del Imperio y se produjo una prosperidad económica. A petición de Alberto, el Papa Inocencio III dedicó los países bálticos a Virgen María para popularizar el reclutamiento en su ejército, y el nombre de "Tierra de María" ha sobrevivido hasta los tiempos modernos. Esto se nota en uno de los nombres dados a Livonia en la época, Terra Mariana (Tierra de María).

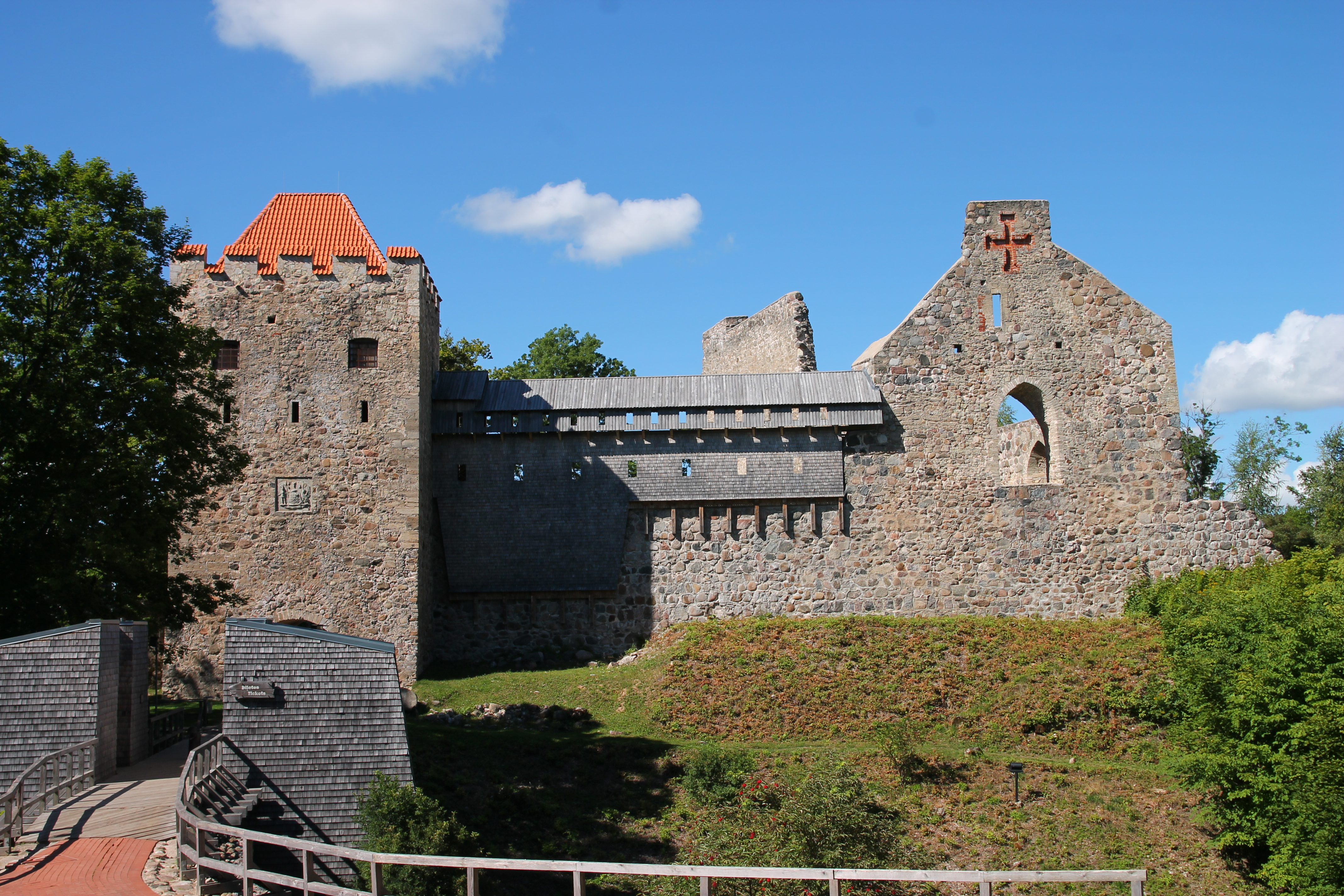
Ruinas del castillo de Sigulda.

En 1206, los cruzados sometieron la fortaleza livonia de Turaida en la orilla derecha del Gauja antigua ruta comercial hacia la Rus noroccidental. Para hacerse con el control de la orilla izquierda del Gauja, antes de 1210 se construyó un castillo de piedra en Sigulda. Hacia 1211, la provincia livonia de Metsepole (actual distrito de Limbaži) y el condado habitado mixto livonio-latego de Idumea (actual Straupe) se convirtieron a la fe católica romana.  La última batalla contra los livonios fue el asedio al castro de Satezele, cerca de Sigulda, en 1212. Los livonios, que habían estado pagando tributo al principado eslavo oriental de Polotsk, habían considerado al principio a los germanos unos aliados útiles. El primer livonio destacado en ser bautizado fue su líder Caupo de Turaida. A medida que se estrechaba el cerco alemán, los livonios se rebelaron contra los cruzados y el jefe bautizado, pero fueron sofocados. Caupo de Turaida permaneció aliado de los cruzados hasta su muerte en la Batalla del día de San Mateo en 1217.
Los cruzados alemanes reclutaron guerreros livonios recién bautizados para participar en sus campañas contra latgallianos y selonios (1208-1209), estonios (1208-1227) y contra semigallianos, samogitianos y curonios (1219-1290).

### Campaña contra los letones y los selonios (1208-1224)
Tras la subyugación de los livonios, los cruzados dirigieron su atención a los principados letones del este, a lo largo de los ríos Gauja y Daugava. La alianza militar en 1208 y posterior conversión de la ortodoxia griega al catolicismo romano del principado de Tālava fue la única subyugación pacífica de las tribus bálticas durante las cruzadas nórdicas. El gobernante de Tālava, Tālivaldis (Talibaldus de Tolowa), se convirtió en el aliado más leal de los cruzados alemanes contra los estonios, y murió mártir católico en 1215. La guerra contra los países latgallianos y selonios a lo largo de la vía fluvial del Daugava comenzó en 1208 con la ocupación del principado ortodoxo de Koknese y el castro selonio de Sēlpils. La campaña continuó en 1209 con un ataque al principado ortodoxo de Jersika (conocido como Lettia), acusado por los cruzados de estar aliado con los paganos lituanos. Tras la derrota, el rey de Jersika, Visvaldis, se convirtió en vasallo del obispo de Livonia y recibió parte de su país (el sur de Latgale) como feudo. La fortaleza seloniana de Sēlpils fue brevemente la sede de una diócesis seloniana (1218-1226), y después pasó a estar bajo el dominio de la Orden de Livonia (y finalmente se construyó en su lugar el castillo de piedra de Selburg). Sólo en 1224, con la división de los condados de Tālava y Adzele entre el obispo de Riga y los Orden de los Portadores de Espadas, los países de Latgallian pasaron finalmente a manos de los conquistadores alemanes. El territorio del antiguo Principado de Jersika fue dividido entre el Obispo de Riga y la Orden de Livonia en 1239.

### Campaña contra los estonios (1208-1224)

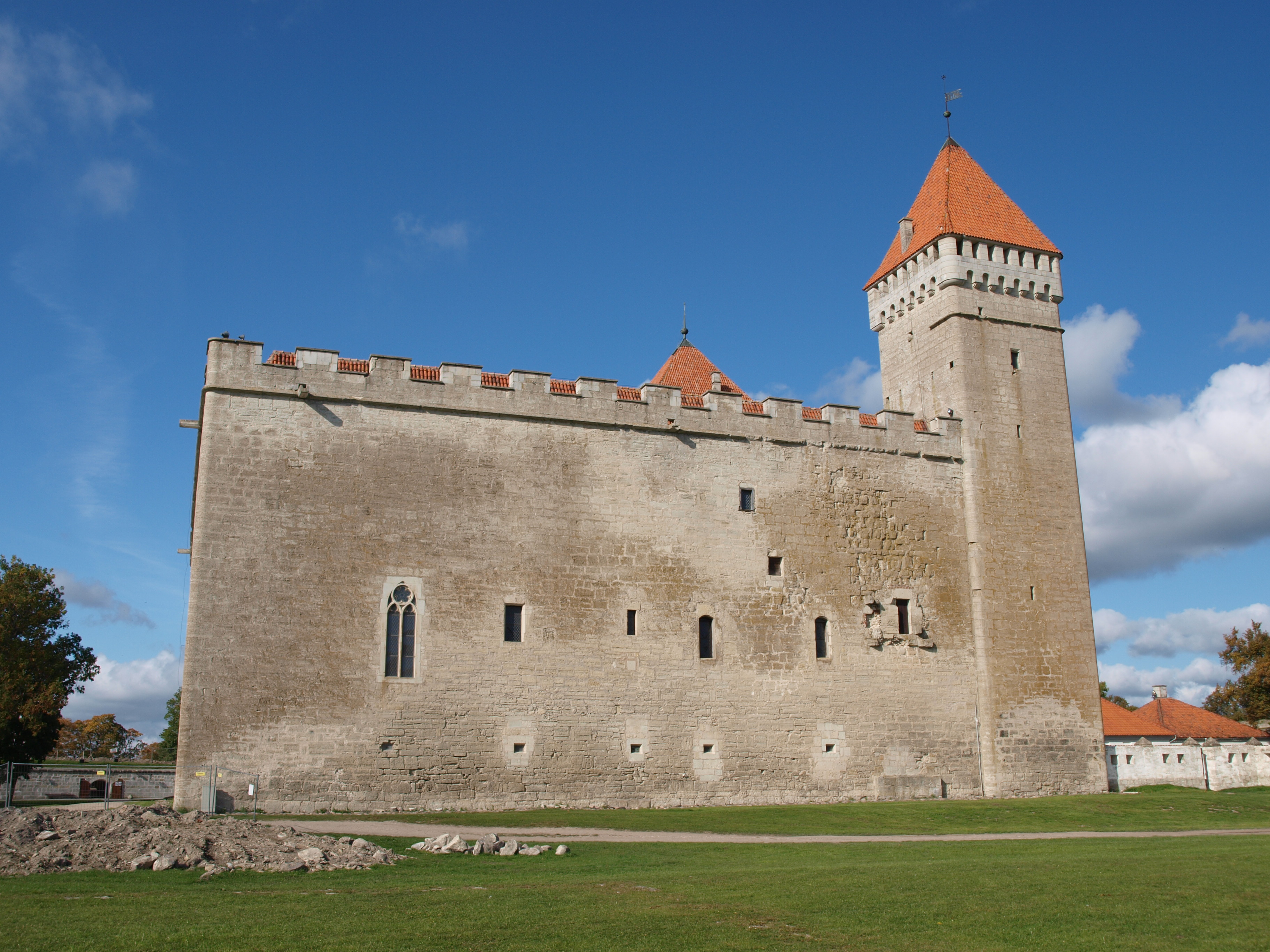
Castillo de Kuressaare, Estonia, construido por la Orden Teutónica.

En 1208, los alemanes eran lo suficientemente fuertes como para iniciar operaciones contra los estonios, que en aquel momento estaban divididos en ocho condados principales y varios más pequeños dirigidos por ancianos con una cooperación limitada entre ellos. En 1208-27, partidas de guerra de los diferentes bandos arrasaron los condados de Livonia, Latgallia septentrional y Estonia, con los livonios y latgallios normalmente como aliados de los cruzados, y los principados de Polotsk y Pskov apareciendo como aliados de diferentes bandos en diferentes momentos. Los castros, que eran los centros clave de los condados estonios, fueron asediados y capturados varias veces. Durante tres años (1213-1215) se estableció una tregua entre los beligerantes, que en general resultó más favorable para los germanos, que consolidaron su posición política, mientras que los estonios fueron incapaces de convertir su sistema de alianzas en un estado centralizado. El líder livonio Kaupo murió en una batalla cerca de Viljandi (Fellin) el 21 de septiembre de 1217, pero la batalla fue una derrota aplastante para los estonios, cuyo líder Lembitu también fue asesinado. Desde 1211, su nombre había llamado la atención de los cronistas alemanes como notable anciano estonio, y se había convertido en la figura central de la resistencia estonia.
Los reinos cristianos de Dinamarca y Suecia también ansiaban conquistas en las costas orientales del Báltico. Mientras que los suecos sólo hicieron la una incursión fallida en Estonia occidental en 1220, la flota danesa encabezada por el rey Valdemar II de Dinamarca había desembarcado en la ciudad estonia de Lindanisse (la actual Tallin) en 1219. Tras la Batalla de Lindanise, los daneses establecieron una fortaleza, que fue asediada por los estonios en 1220 y 1223, pero resistió. Finalmente, todo el norte de Estonia quedó bajo control danés.

### Guerras contra Saaremaa (1206-1261)
El último condado estonio que resistió a los invasores fue el condado insular de Saaremaa (Ösel), cuyas flotas de guerra habían asaltado Dinamarca y Suecia durante los años de lucha contra los cruzados alemanes.
En 1206, un ejército danés dirigido por el rey Valdemar II y Anders Sunesen, obispo de Lund desembarcó en Saaremaa e intentó establecer una fortaleza sin éxito. En 1216, los Hermanos Livonios de la Espada y el obispo Teodorico unieron sus fuerzas e invadieron Saaremaa por el mar helado. A cambio, los oeselios asaltaron los territorios de Letonia que quedaron bajo dominio alemán en la primavera siguiente. En 1220, el ejército sueco dirigido por el rey Juan I de Suecia y el obispo Karl de Linköping conquistó Lihula en el Rotalia en Estonia occidental. Los oeselianos atacaron la fortaleza sueca ese mismo año, la conquistaron y mataron a toda la guarnición sueca, incluido el obispo de Linköping.
En 1222, el rey danés Valdemar II intentó la segunda conquista de Saaremaa, esta vez estableciendo una fortaleza de piedra que albergaba una fuerte guarnición. La fortaleza danesa fue asediada y rendida en cinco días, la guarnición danesa regresó a Revel, dejando atrás al hermano del obispo Alberto de Riga, Teodorico, y a otras pocas personas, como rehenes para la paz. El castillo fue arrasado por los oeselios.
Un ejército de 20.000 hombres al mando del legado papal Guillermo de Módena cruzó el mar helado mientras la flota de Saaremaa se encontraba bloqueada por el hielo, en enero de 1227. Tras la rendición de dos importantes bastiones oeselios, Muhu y Valjala, los oeselios aceptaron formalmente el cristianismo.
En 1236, tras la derrota de los Hermanos de la Espada livonios en la Batalla de Saule, estalló de nuevo la acción militar en Saaremaa. En 1261, la guerra continuó, ya que los oeselios habían vuelto a renunciar al cristianismo y mataron a todos los germanos de la isla. Se firmó un tratado de paz después de que las fuerzas unidas de la Orden de Livonia, el Obispado de Ösel-Wiek y la Estonia danesa, incluidos los estonios continentales y los letones, derrotaran a los oeselios conquistando su bastión de Kaarma. Poco después, la Orden de Livonia estableció un fuerte de piedra en la Pöide.

## Cruzadas contra tierras cristiano-ortodoxas
La actividad misionera y cruzada de Livonia en Estonia provocó conflictos con Novgorod, que también había intentado subyugar, asaltar y convertir a los estonios paganos. Los estonios también intentaron a veces aliarse con los rusos contra los cruzados.
Las tierras cristianas ortodoxas que fueron objeto de las campañas incluyen:
- Algunas tierras de la República de Nóvgorod (atacadas por los Caballeros Teutónicos) que ya habían sido cristianizadas entre los siglos IX y XI, incluso Pskov, tomada por los cruzados en 1241.